# Bemidji
Bemidji é uma cidade localizada no estado americano de Minnesota, no Condado de Beltrami. Possui serrações, carpintarias, manteigarias e fábricas de lã. Foi fundada em 1886.
A cidade ganhou visibilidade mundial em 2014, como sendo o local onde se passa a história da 1ª temporada da série Fargo, que foi ar no canal FX.

## Cultura
Bemidji é uma progressiva  cidade universitária, com influências fortes da tecnologia e de arte. A comunidade local dá uma grande importância  à arte, música, ciência e religião.

## Governo
Em 2001 foi reeleito presidente da câmara Richard R.Lehmann.

## Demografia
Segundo o censo americano de 2000, a sua população era de 11.917 habitantes. 
Em 2006, foi estimada uma população de 13.291, um aumento de 1374 (11.5%).

## Geografia
De acordo com o United States Census Bureau tem uma área de 
33,5 km², dos quais 30,5 km² cobertos por terra e 3,0 km² cobertos por água.

## Localidades na vizinhança
O diagrama seguinte representa as localidades num raio de 28 km ao redor de Bemidji. 